# Tianyuanmens
De Tianyuanmens, ook wel Tianyuan 1, is een fossiele vroege moderne mens, gevonden in de Tian Yuangrot  (Chinees: 田園洞; Pinyin: Tiányuán Dòng) in de buurt van Peking.
In 2001 werden door arbeiders fossiele resten gevonden van edelherten, sikaherten en  Siberisch muskusherten. In 2003 werden ook 34 resten van een homo sapiens gevonden. Deze menselijke fossielen bleken van een man te zijn en zijn volgens C14-datering geschat op 39.000 à 42.000 jaar oud. Een menselijke schedel die in 2007 gevonden werd in een grot van het Nationaal Park Niah op Borneo is mogelijk iets ouder.
Uit DNA-testen van 2012 en 2013, uitgevoerd door de Chinese Academie van Wetenschappen en het Max-Planck-Institut voor Evolutionaire Anthropologie bleek dat de Tianyuanmens tot Haplogroep B behoorde, waarmee hij verwant is aan de huidige Aziaten en Amerikaanse indianen, als groep rond 50.000 v.Chr. afgesplitst van de voorouders van de huidige Europeanen. 

## Morfologie
De overblijfselen van Tianyuan behielden nog steeds "zuidelijke" morfologische kenmerken die verband hielden met de eerste bevolking van de regio van zuidoost- en oost-Azië, wat past bij een voorgestelde zuidelijke oorsprongsroute voor de moderne Oost-Aziatische bevolking en de daaropvolgende aanpassingen in noordoost-Azië tijdens het laatste glaciale maximum (24-16.000 BP). 

## Archeogenetica

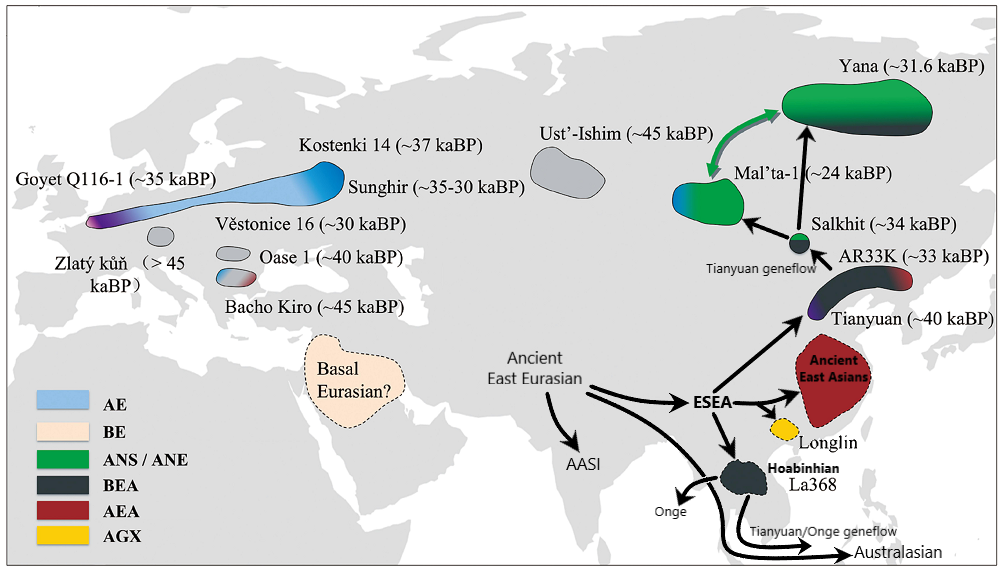
Positie van de Tianjuanmens in relatie tot de vroege Zuidoost-Aziaten (ESEA)

De eerste DNA-analyse van de overblijfselen van Tianyuan werd in 2013 gepubliceerd en onthulde dat de Tianyuanmens verwant is aan veel hedendaagse Aziaten en indianen, en genetisch al was afgeweken van de voorouders van moderne Europeanen. Hij behoorde tot mitochondriale DNA-haplogroep B, en Y-haplogroep K2b. Uit een analyse van het genoom bleek dat de Tianyuanmens nauw verwant was aan moderne bevolkingsgroepen in Oost- en Zuidoost-Azië, maar ook aan andere volkeren van basaal Aziatische afkomst, zoals de Hoabinh, Xingyi of Papoea-afstammingslijnen. Ook werd vastgesteld dat de Tianyuan-afstammingslijn niet rechtstreeks voorouderlijk was aan moderne bevolkingsgroepen, maar eerder een sterk afwijkend lid was van de Oost- en Zuidoost-Aziatische (ESEA) afstammingslijn, die basaal was voor alle latere bevolkingsgroepen in Oost- en Zuidoost-Azië. De Tianyuan-man werd vastgesteld als onderdeel van een initieel laatpaleolithische golf (>45.000 BP) toegeschreven aan een bevolking met uniforme genetische kenmerken en materiële cultuur (Oude Oost-Euraziaten). Hij deelde een diepe voorouder met andere oude individuen zoals Batsjo Kiro, Peștera cu Oase, de Oest-Isjim-man, evenals de voorouders van de hedendaagse Papoea's (Australaziaten). De afstammingslijn die de Tianyuan-man voortbracht was afgeleid van de Oude Oost-Euraziaten, een verspreiding langs de Zuidelijke Route volgend en vervolgens gesplitst in de Hoabinhian-afstammingslijn, de Tianyuan-afstammingslijn, en een afstammingslijn die de voorouder is van alle moderne Oost- en Zuidoost-Aziaten. 
De Tianyuan-lijn kan worden gemodelleerd als ontstaan door een paleolithische vermenging tussen een voornamelijk Onge-achtige bron uit Zuidoost-Azië (ca. 61%) en een sterk gedivergeerde Oost-Euraziatische bron die verband hield met de IUP-bewegingen naar Siberië (ca. 39%), die in de verte verwant waren aan de overblijfselen van de Batsjo Kiro-grot. Een eerder model schatte dat ongeveer 64% van de afkomst verwant was aan Oost-Aziaten en dat 36% van de afkomst werd vertegenwoordigd door de sterk gedivergeerde Oest-Isjim-man, die een vroeg blad aan de Oost-Euraziatische boom vertegenwoordigde, dicht bij de splitsing tussen West- en Oost-Euraziaten. 
De Tianyuan-man vertoonde ook een unieke genetische affiniteit voor GoyetQ116-1 uit de Goyet-grotten in de provincie Namen, België. GoyetQ116-1 deelt meer allelen met de Tianyuan-man dan enig ander bemonsterd oud individu uit West-Eurazië. Er wordt aangenomen dat GoyetQ116-1 17-23% afkomst had van een IUP-gelieerde populatie die ver verwant is aan de populatie die ook bijdroeg aan de Tianyuan-man. 
De Tianyuanmens vertoont een hoge genetische verwantschap met een 33.000 jaar oud exemplaar (AR33K) tussen de Amoer- regio en het huidige Mongolië, wat suggereert dat Tianyuan-achtige afkomst wijdverspreid was in Noordoost-Azië tijdens het paleolithicum. Deze specifieke groep staat ook bekend als de "Tianyuan-cluster". De Tianyuan-cluster werd tijdens het Laatste Glaciale Maximum (26-19.000 BP) grotendeels tot volledig vervangen door Oude noordelijke Oost-Aziatische afkomst, wat blijkt uit de Amur19k-resten, hoewel de exacte demografische gebeurtenissen niet doorslaggevend blijven. De Amur19k-resten bleken basaal te zijn voor latere Noordoost-Aziatische resten en konden al worden onderscheiden van de oud zuidelijke Oost-Aziaten.
De Tianyuan-gerelateerde cluster miste nog de afgeleide variant van het EDAR-allel, die wel werd waargenomen bij het Amur19k-individu en de daaropvolgende vondsten in Noord-Oost-Azië. Het allel was ook afwezig bij andere Oost-Euraziatische populaties, zoals de Papoea's of de Jōmon in Japan.

## Bijdragen aan latere populaties
Oude en moderne Oost-Aziaten kunnen worden gemodelleerd als het grootste deel van hun voorouders afgeleid van een Onge-achtige bron (76-79%) met een genenstroom van een Tianyuan-achtige bron (21-24%). Sinds ongeveer 26-22.000 BP werd de Tianyuan-cluster vervangen door voorouders met een Oost-Aziatische uitstraling. Oost-Aziaten zijn in gelijke mate afgescheiden van de Basale Aziatische Xingyi- en Tianyuan-lijnen, wat aangeeft dat deze twee populaties een mogelijke paleolithische bron vertegenwoordigen voor de oude Oost-Aziaten. Hoewel Hoabinhian/Onge-achtige groepen in gelijke mate zijn afgescheiden van Xingyi en Tianyuan, lijken ze geen extra affiniteit met Oost-Aziaten te vertonen. 
Een Tianyuan-achtige populatie droeg ongeveer 29-50% bij aan de voorouders van de oude Noord-Euraziaten, terwijl de rest bestond uit vroege West-Euraziatische voorouders, vertegenwoordigd door Kostenki-14. Een circa 34.000 jaar oud exemplaar uit Noord-Mongolië (Salhit) was voor ongeveer 75% afkomstig van een Tianyuan-achtige populatie, terwijl de rest (25%) afkomstig was van een Jana-achtige populatie. Het Salhit-individu vertoonde een complexe bidirectionele relatie met de oude Noord-Euraziaten. 
De Oost-Aziatische of "Diep-Aziatische" voorouders, vertegenwoordigd door de Tianyuan of Andamanese Onge, droegen bij aan de bevolking van Zuidoost-Azië, volgend op de sterk uiteenlopende Australaziatische voorouders en voorafgaand aan de mesolithische en neolithische expansies van oude zuidelijke Oost-Aziaten, geassocieerd met de verspreiding van Austroaziatische en Austronesische talen. 
De Tianyuan-man deelt ook meer allelen met Zuid-Amerikaanse bevolkingsgroepen, zoals de Paiter en Karitiana in Brazilië en Chané in Noord-Argentinië en Zuid-Bolivia, dan met andere inheemse Amerikanen.